# バイキング1号
バイキング1号（ばいきんぐ1ごう、Viking 1）は、NASAのバイキング計画で火星に送られた2機の探査機のうち最初の1機である。

## ミッション
1975年8月20日にタイタンIIIE/セントールロケットで打ち上げられ、10ヶ月の飛行の後に火星へ到達し、軌道に入る5日ほど前から火星の全体像を返し始めた。バイキング1号のオービタは1976年6月19日に火星軌道に入り、6月21日に1513 x 33,000km 24.66時間周期の軌道に調整された。火星への着陸は1976年7月4日のアメリカ独立記念日に予定されていたが、着陸候補地の起伏が大きいことが撮影した画像からわかり、安全な場所が見つかるまで延期された。ランダーは7月20日 08:51 UT にオービタから分離し、11:56:06 UT に着陸した。

### オービタ
太陽との合が始まった1976年11月5日にオービタの最初のミッションが終了し、合が終わった後の1976年12月14日から再開された。1977年2月にはフォボスへの接近が行なわれた。1977年3月11日には近点が 300km になった。ミッションを通じて小規模な軌道調整が行なわれ、1979年7月20日には近点が 357km まで大きくなった。バイキング1号のオービタの高度制御ガスが少なくなり、火星への衝突と汚染が2019年まで起きないように、1980年8月7日に 357 x 33943km から 320 x 56000km へ軌道を上げた。1485周回した後、1980年8月17日に運用を終了した。

### ランダー
1976年7月20日 08:51 UT に、ランダー（と防護殻）がオービタから分離した。分離の時点で、ランダーの速度は 4km/s 程度であった。分離後にロケットを噴射して、ランダーの軌道離脱が開始された。数時間後の高度約300kmで、再突入のために方向転換した。大気圏の通過に伴い蒸発性の耐熱シールドによる防護殻で減速し、この時並行して突入時の科学実験も行なわれた。高度 6km 、速度 250m/s 程の時点で直径 16m のパラシュートが展開された。7秒後に防護殻を投棄、その8秒後に3本の着陸脚が伸張し、パラシュートにより45秒で 60m/s まで減速した。高度 1.5km で逆推進ロケットが点火され、40秒後に約2.4m/s で着陸するまで噴射された。着陸ロケットには18本のノズルがあり、水素と窒素の排気を拡散させる設計になっていた。これは、表面温度の上昇を摂氏1度以下に抑え、表面物質を1mm以上吹き飛ばさないようにである。
バイキング1号のランダーは、クリュセ平原の西部、北緯22.697度、西経48.222度、赤道半径が3397.2kmで扁平率が0.0105の準拠楕円体からの標高-2.69 kmの地点（惑星面座標で北緯22.480度、西経47.967度）へ 11:53:06 UT（火星地方時で 16:13 ）に着陸した。着陸時には約22kgの推進剤が残っていた。
着陸の25秒後から、最初の表面の映像が送信されてきた。地震計を取り出すことができず、標本採取器のロックピンが動かずアームを広げるのに5日間を要したが、それ以外は、名目上全ての実験が行なわれた。バイキング1号のランダーは、バイキング画像チームのリーダーを記念して1982年1月に「トーマス・マッチ記念ステーション」と名付けられた。
1982年11月13日に地上管制から間違ったコマンドを送ってしまい通信が途絶するまで、ランダーは2245太陽日間運用された。このコマンドは、ランダーの劣化したバッテリー能力を改善するために新しいバッテリー充電ソフトウェアをアップリンクしようとしていたのだが、不注意によりアンテナ指向ソフトウェアのデータ領域に上書きしてしまった。続く4ヵ月間、推定されたアンテナ位置に基づいてランダーとの通信が試みられたが、失敗に終わった。
2006年に、マーズ・リコネッサンス・オービターから火星の表面のバイキング1号のランダーが撮影された。

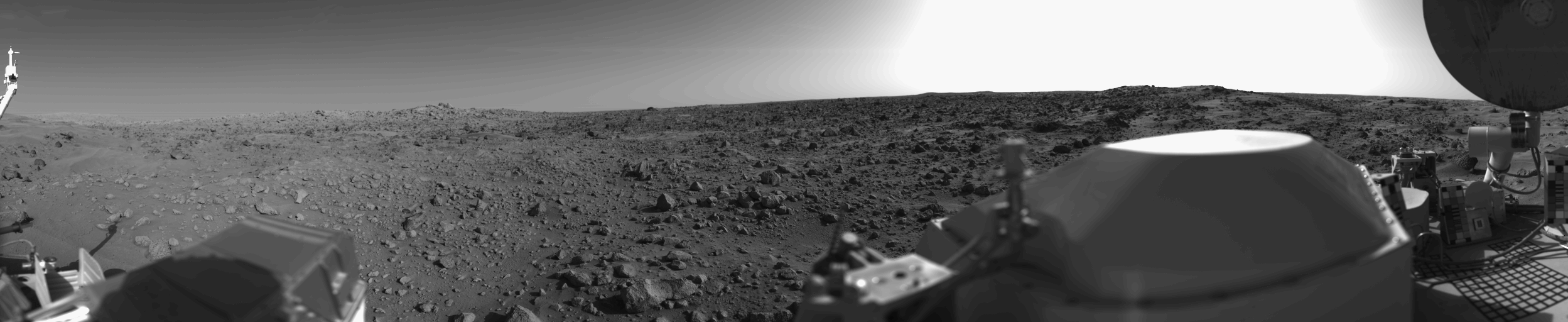
火星表面のバイキング1号で初めて撮影されたパノラマ写真

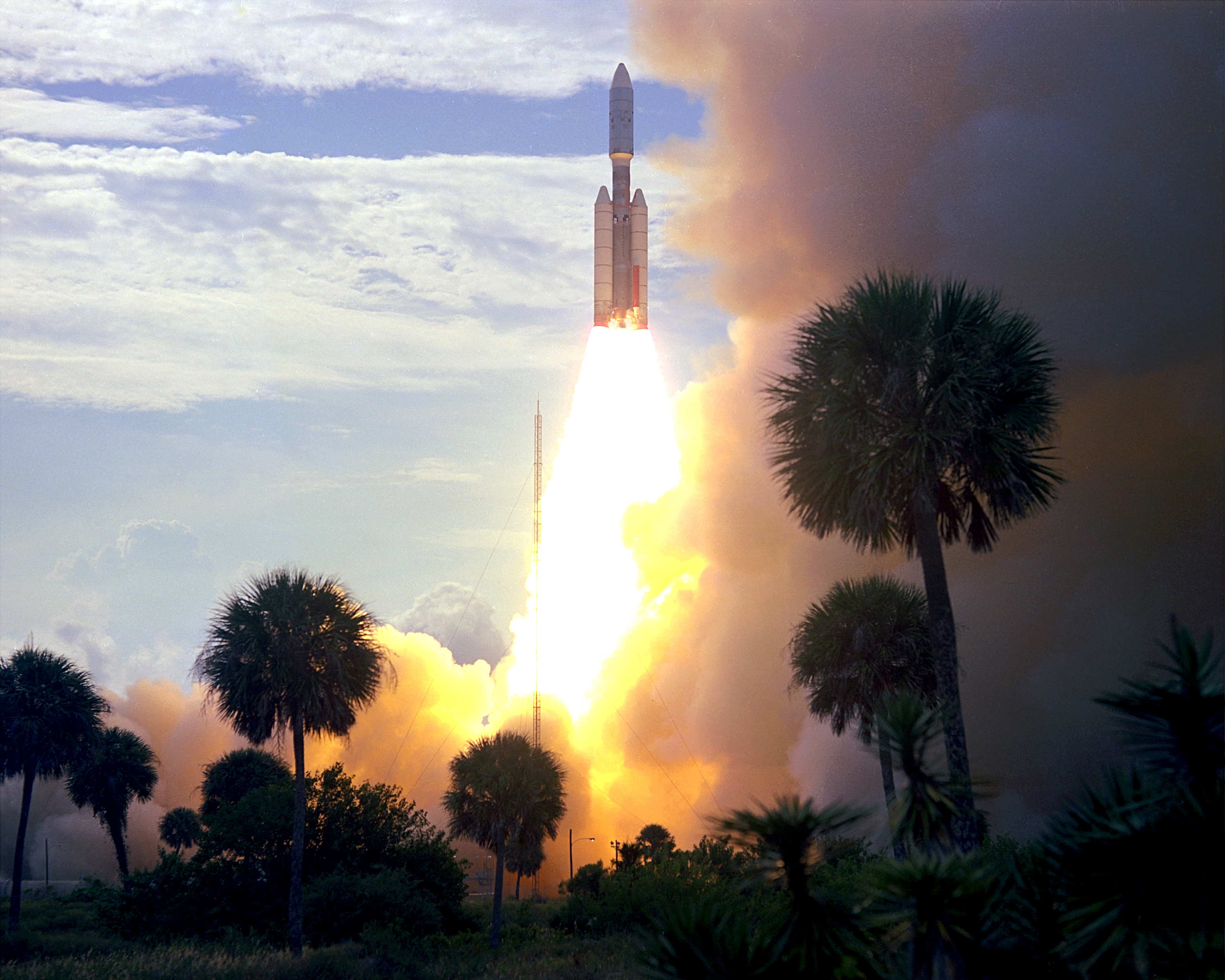
バイキング1号の打上げ。（1975年8月20日）
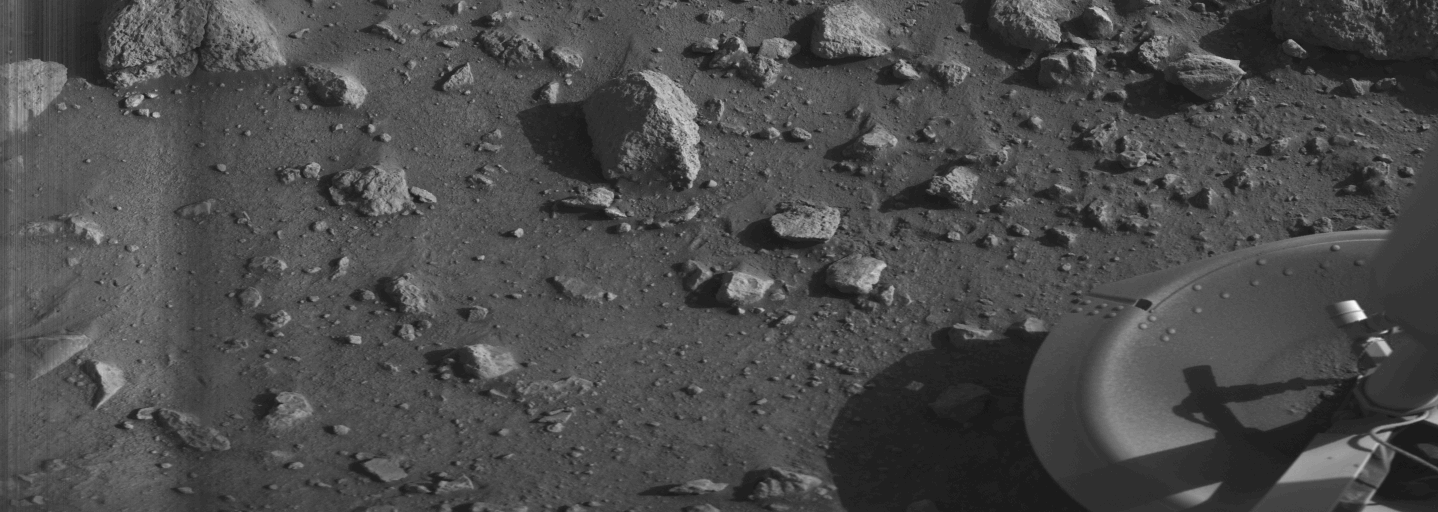
火星表面のバイキング1号のランダーから初めて送られてきた映像。フットパッドが映っている。
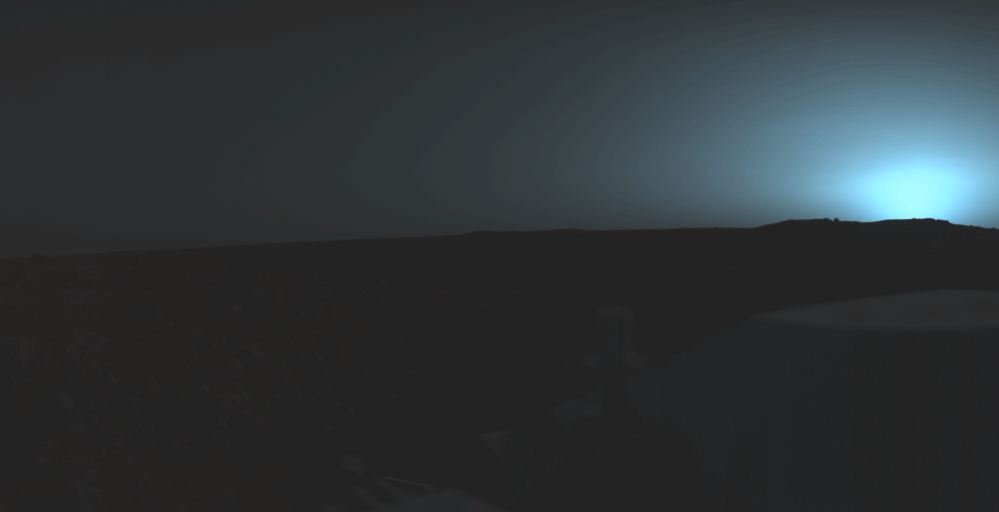
クリュセ平原の日の入り。太陽は水平線から2度下にある。空の縞状の模様は、カメラの輝度を上げたために生じたアーチファクトである。着陸から30日（太陽日）後の 19:13 （現地時間）に撮影された。
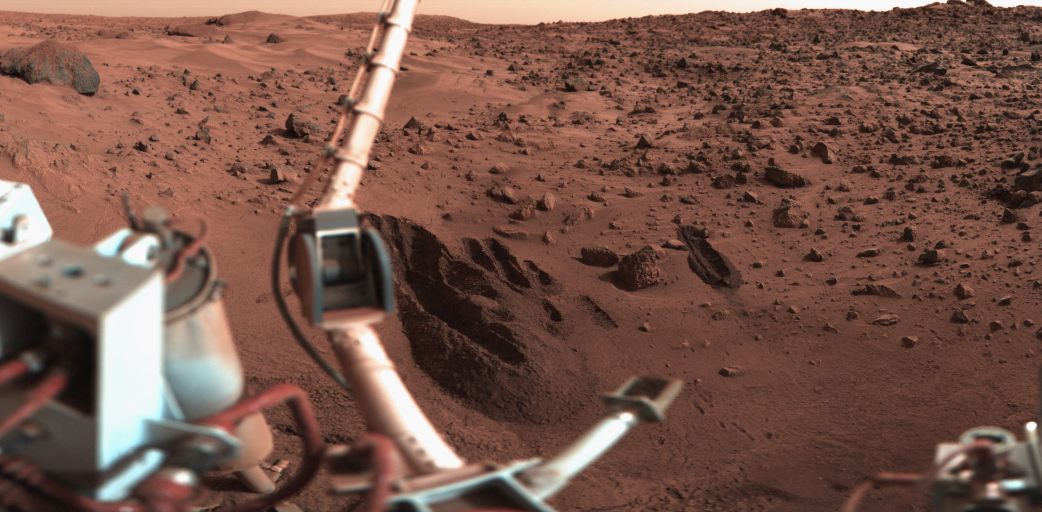
土壌調査の様子。
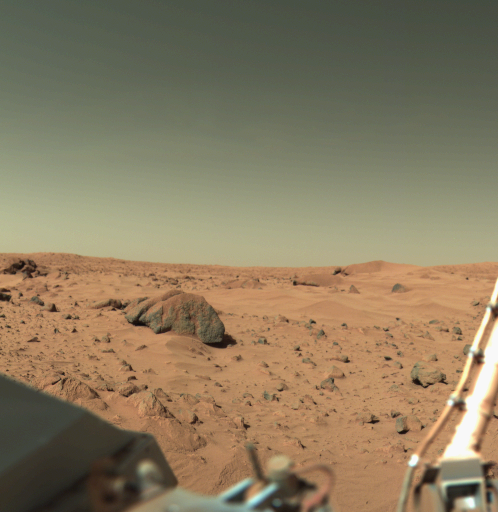
1番カメラで撮影された映像。中央左にある大きな岩は幅が約2mあり、科学者から「ビッグ・ジョー」と名付けられた。赤い土壌で覆われているが、それ以外の部分は地球の玄武岩に似た色をしている。従って、衝突クレーターから放出された溶岩流の破片である可能性がある。
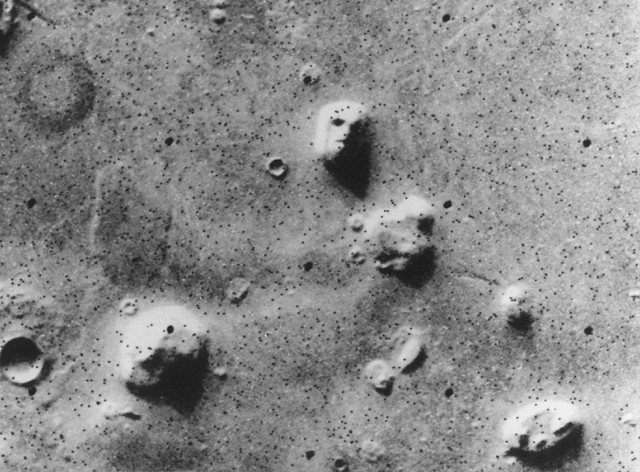
バイキング1号のオービタから撮影された火星の人面岩。（1976年7月25日）
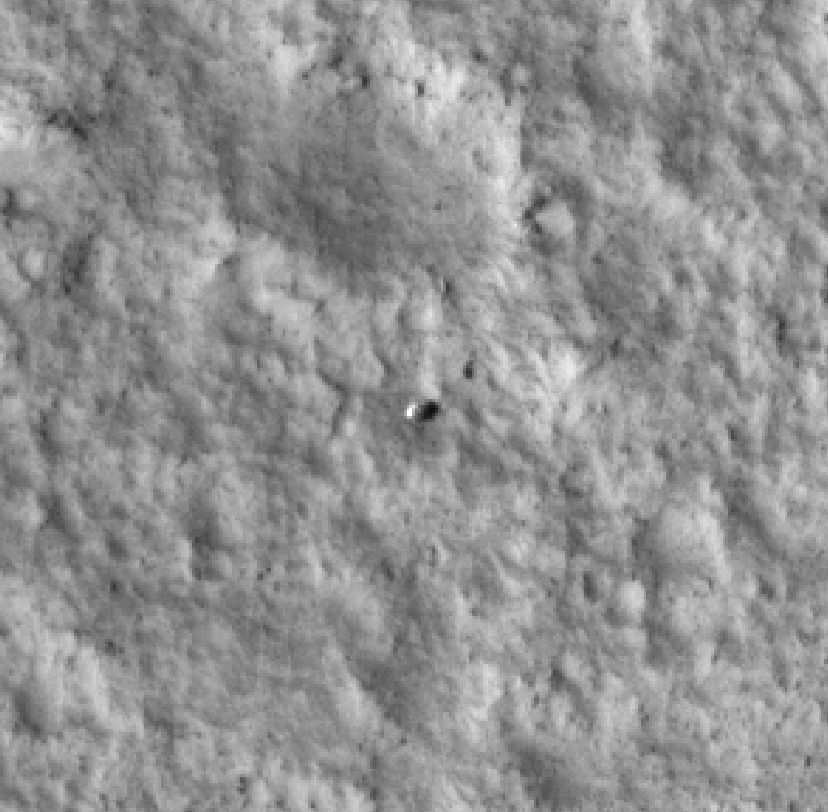
2006年12月にマーズ・リコネッサンス・オービターから撮影されたバイキング1号のランダー。

## 一般相対性理論の実験
一般相対性理論では、「重力場での時間の遅れ」が予測されている。ランダーを使ってこの現象の観測が行なわれた。火星のランダーに無線信号を送り、ランダーに信号を送り返すように指示が出された。その結果、信号の往復時間には「重力場での時間の遅れ」として予想される時間のズレがあることがわかった。